# Crónicas de la Casa Gris
Crónicas de la casa gris (en alemán: Zur Chronik von Grieshuus) es una película alemana muda de 1925 de drama histórico dirigida por Arthur von Gerlach y protagonizada por Paul Hartmann, Rudolf Forster y Lil Dagover.
También se conoce como En la Casa Gris. La narración se sitúa en el siglo XVII y sigue las intrigas cuando el hijo de un terrateniente feudal se enamora de la hija de uno de los siervos, lo que hace que su hermano menor vea una oportunidad para sí mismo. El guion de Thea von Harbou se basa en la novela de Theodor Storm, Un capítulo de la historia de Grieshuus.
Erich Pommer produjo la película para Universum Film AG. La fotografía principal tuvo lugar entre mayo de 1923 y noviembre de 1924 en los alrededores de Lüneburg Heath y Neubabelsberg. Los decorados de la película fueron diseñados por los directores artísticos Robert Herlth y Walter Röhrig. El estreno tuvo lugar en Berlín el 11 de febrero de 1925.

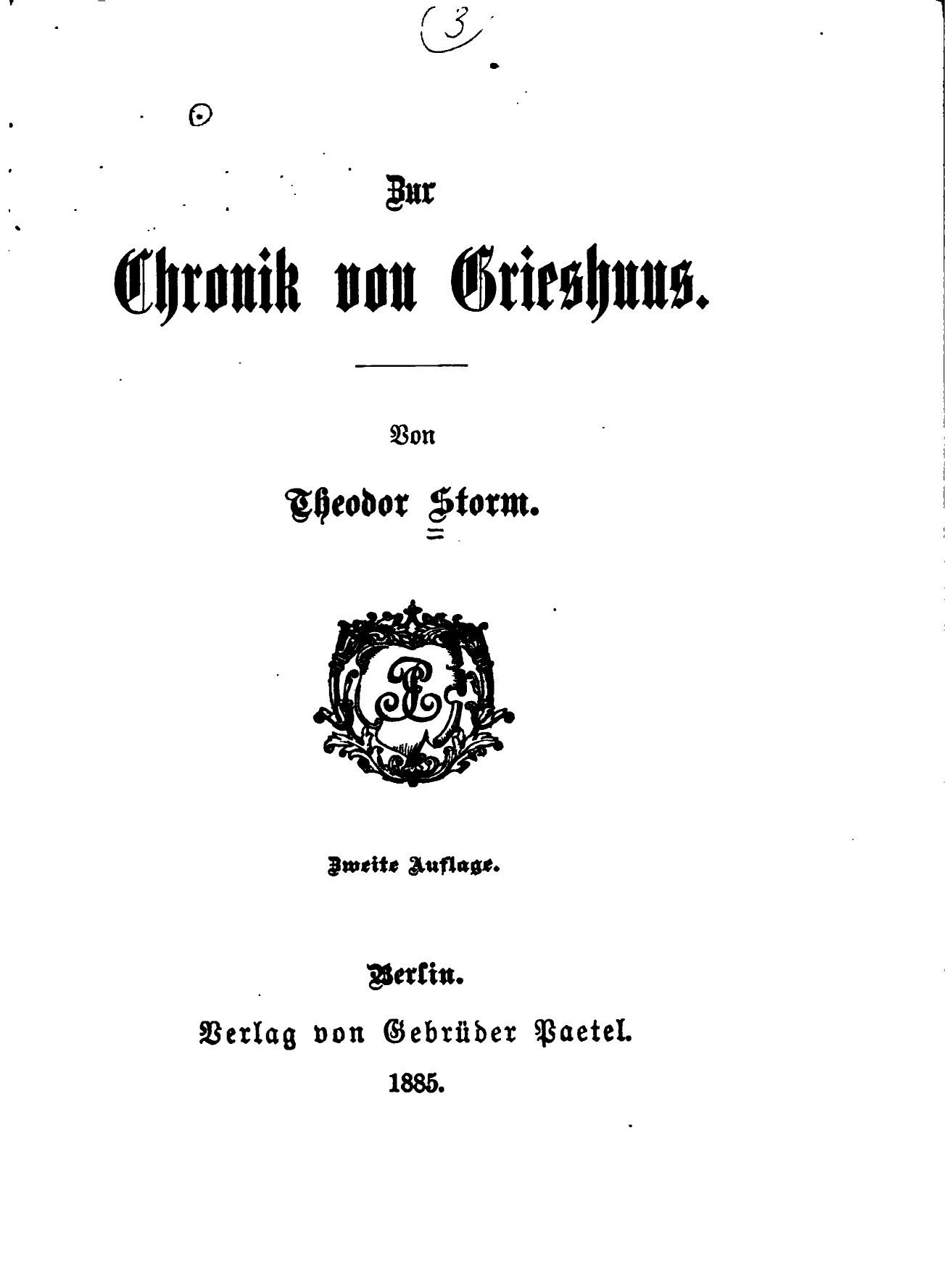

## Protagonistas
- Arthur Kraußneck como Burgherr von Grieshuus
- Paul Hartmann como Escudero Hinrich
- Rudolf Forster como el Escudero Detlev
- Rudolf Rittner como Owe Heiken
- Lil Dagover como Bärbe
- Gertrude Welcker como Gesine
- Gertrud Arnold como Matte
- Hanspeter Peterhans como Enzio
- Christian Bummerstedt como Christof
- Josef Peterhans como Bereiter